# Pero tricaria
Pero tricaria là một loài bướm đêm trong họ Geometridae.